# لوهزا
لوهزا (به آلمانی: Lohsa) یک شهر در آلمان است که در باوتسن واقع شده‌است. لوهزا ۶٬۲۰۰ نفر جمعیت دارد.